# 由利海岸波除石垣

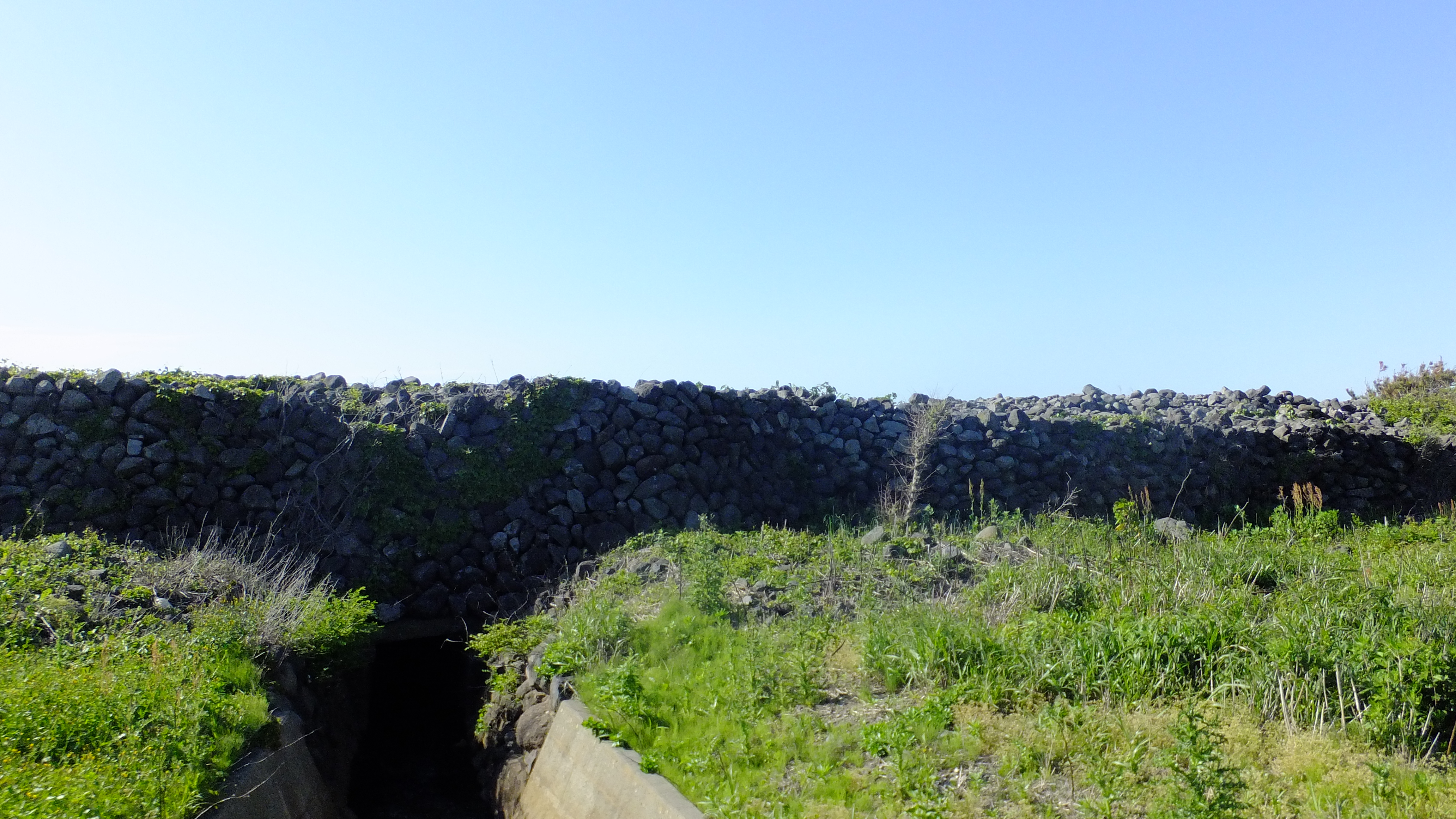
由利海岸波除石垣

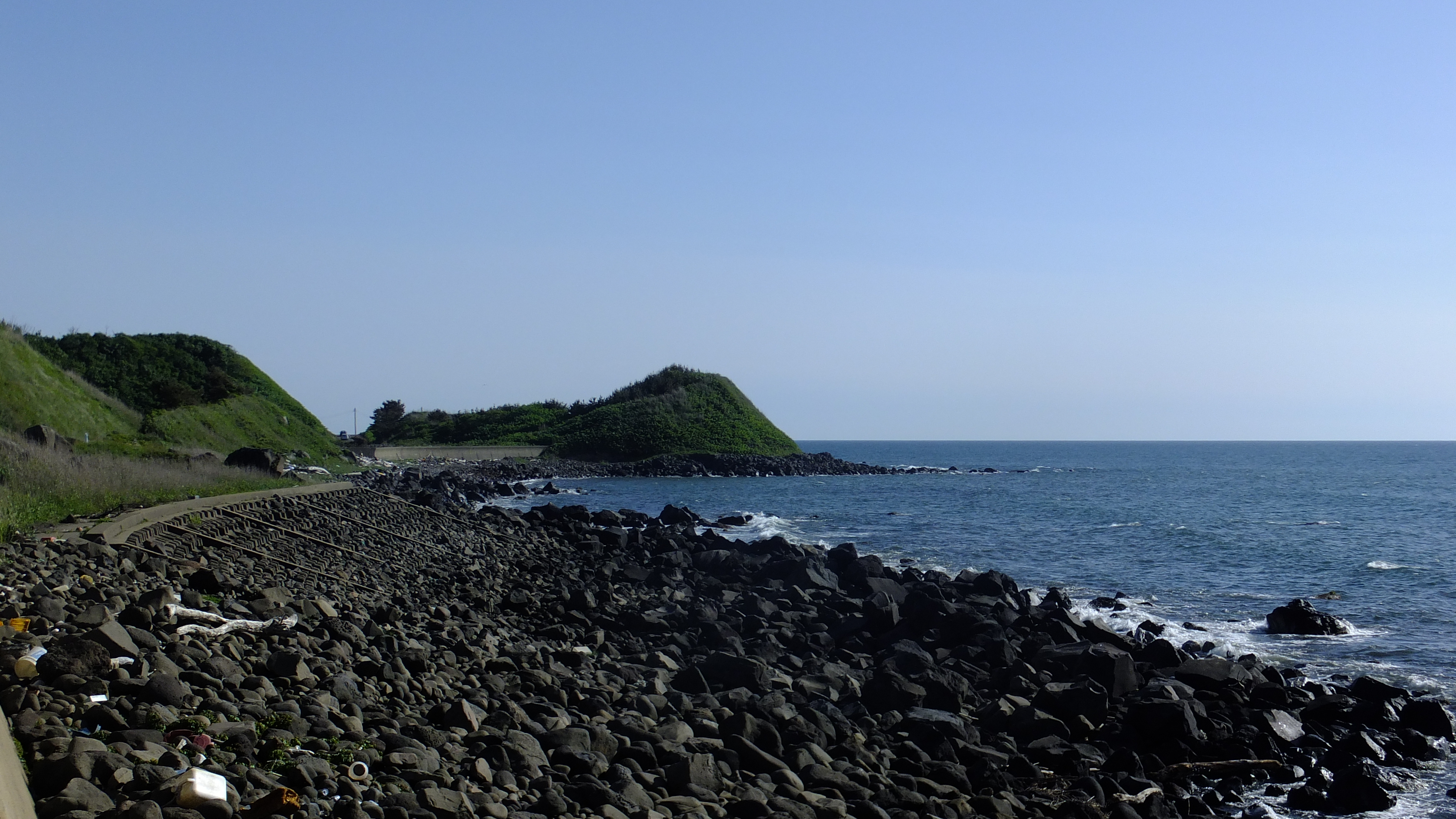
海岸線の様子

由利海岸波除石垣（ゆりかいがんなみよけいしがき）は、秋田県にかほ市芹田、飛に所在する近世の石塁遺跡で、江戸時代、波浪や強風による塩害から海岸の農地および北国街道を守るために築かれた石垣である。

## 概略
近世を通じて、日本海沿岸部においては、海岸部の農地開発が諸藩の重要な政策であった。芹田・飛の波除石垣の明確な築造年代は不明であるが、金浦・象潟では「万石堤（万石普請）」の名で呼ばれ、六郷氏本荘藩2万石の手で築かれたものと伝わっている。現存する最も古い文献資料は、天明2年（1782年）のもので、飛地区の蟹坪、石崎、鷲森などの波除石垣の修理のために藩の助成米の支給を求めた文書である。
文化元年（1804年）の象潟地震では石垣や水抜きが大破している。築造後は、本荘藩から毎年助成米を受けて維持管理をしており、芹田に関しては、文化5年（1808年）、嘉永6年（1853年）、安政5年（1858年）の修理のための願書が現存している。また、飛に関しては、文化7（1810年、嘉永2年（1849年）、嘉永6年の修理願の文書がのこる。明治に至って、修理経費は受益者負担となった。
19世紀前半の絵図「由利南部海岸図」（大竹地区年番所蔵、秋田県指定有形文化財）にも、これらの石垣が描かれている。
18世紀末に大石久敬が著した『地方凡例録』所載の「浪除石垣之事」には、浪除石垣が波浪による海岸侵食が乱杭などでは防ぎきれないほど激しい地域に築かれた防波風堤・防潮堤であることや、表面に大振りな石を積み内部には小割石や砂利などを詰めて構築する方法が記されている。現在のこる石垣はいずれも自然石を積み上げ、表面には径30cmから50cm前後の石を用い、内部には小割石・砂利を詰めて築かれ、『地方凡例録』に記す築造法と一致する。
芹田の波除石垣は明治13年（1880年）の『羽後国由利郡村誌』によれば「字中道」から「字門脇」まで「長さ400間」におよんでいた。現存する波除石垣は、このうち舟森から志タダ森（93.8m）、志タダ森から笹岡森（275.5m）の2区間、総延長369.3mである。高さは約1.2mから3m前後の部位が多く、一列ないし二列であり、水抜きの水門も保存され、随所に農業用水など背後地の排水に支障をきたさない配慮がなされている。
飛の波除石垣は、鷲守、石崎、蟹坪、くずれの4箇所が保存されている。

## 史跡指定
芹田の波除石垣は、1988年（昭和63年）3月15日に秋田県により、海岸部の農地開発や海岸保全の歴史を考慮するうえで重要とされ、近世の産業土木関連の遺跡として県史跡に指定された。
飛の波除遺跡については、1993年（平成5年）6月18日に県指定史跡となった。
1997年（平成9年）9月11日に芹田、飛の両石垣をあわせ、一括して国の史跡に指定された。
現在では、いたるところに消波ブロックが設置され、波が波除石垣に直接あたらないようにしている。
なお、2006年（平成18年）2月17日、農林水産省では、「未来に残したい漁業漁村の歴史文化財産百選」として由利海岸波除石垣を選定し、同2月22日に認定証を交付している。